# Hedvig Posse
Hedvig Amalia Posse, född 8 augusti 1861 i Sankt Nikola församling, Stockholm, död 22 december 1927 i Uppsala församling, Uppsala län, var en svensk missionär i Sydafrika för Svenska kyrkan, lingvist och psalmförfattare. Översatte berättelser, sagor och poesi från zulu till svenska. 

## Biografi
Hedvig Posse föddes 1861. Hon var dotter till aktuarie Johan August Posse af Säby i Riksarkivet och författaren Betty Ehrenborg-Posse. Posse anställdes 1887 av Svenska kyrkans missionsstyrelse vid Natalkolonin i Sydafrika. Hon flyttade tillbaka till Sverige 1913. Posse avled 1927 i Uppsala och begravdes på Uppsala gamla kyrkogård.

## Psalmer
- Genom lidande till seger i Svenska Missionsförbundets sångbok 1920 som nr 625 under rubriken "Missionärens utsändning".
- Fader, förbarma Dig i Nya psalmer 1921 som nr 544 under rubriken "Kyrkan och nådemedlen: Missionen".